# ألبرتو بايزا فلوريس
ألبرتو بايزا فلوريس (بالإسبانية: Alberto Baeza Flores)‏ هو كاتب وصحفي وشاعر تشيلي، ولد في 1914 في سانتياغو في تشيلي، وتوفي في 1998 في ميامي في الولايات المتحدة.